# Història del Carib

Evolució Política d'Amèrica Central i el Carib a partir de 1700 fins al present.

La història del Carib revela el paper significatiu que la regió va jugar en les lluites colonials de les potències europees des del segle xv. En el segle xx, el Carib va ser una altra vegada important durant la Segona Guerra Mundial, en l'ona de la descolonització en el període de la postguerra, i en la tensió entre la Cuba comunista i els Estats Units. El genocidi, l'esclavitud, la immigració i la rivalitat entre potències mundials han donat a la història del Carib un impacte desproporcionat a la grandària d'aquesta petita regió.

## El Carib abans del contacte europeu
L'evidència més antiga d'humans en el Carib està en el sud de Trinitat en Banwari Trace on s'han trobat restes amb 7.000 anys d'antiguitat. Aquests jaciments preceràmics, que pertanyen a l'edat arcaica (preceràmica), han estat qualificats d'ortoiroides. La primera evidència arqueològica d'un assentament humà a la Hispaniola data al voltant del 3600 aC, però la fiabilitat d'aquestes troballes està qüestionada. Dates consistents del 3100 aC apareixen a Cuba. Les dates més primerenques en les Petites Antilles són del 2000 aC en Antigua. La falta de jaciments preceràmics en les Illes de Barlovento i les diferències a la tecnologia suggereixen que aquests colons arcaics poden tenir orígens centreamericans. És incert si va ocórrer una colonització ortoiroide de les illes, però hi ha poques evidències.
Entre el 400 aC i el 200 aC els primers agricultors que van usar ceràmica, la cultura saladoide, van entrar en Trinitat des d'Amèrica del Sud. Es van expandir per sota del riu Orinoco fins a Trinitat, i llavors es van estendre ràpidament fins a les illes del Carib. Algun temps després del 250 EC un altre grup, els barrancoides, van entrar en Trinitat. La societat barrancoide va desaparèixer al llarg de l'Orinoco al voltant del 650 i un altre grup, els arauquinoides (identificats com a pobles que parlaven llengües arawak), es van expandir en aquestes àrees i fins a la cadena del Carib. Al voltant del 1300 un nou grup, els mayoides (presumiblement pobles que parlaven llengües carib) van entrar a Trinitat i van romandre com la cultura dominant fins a la colonització espanyola.
Al moment del descobriment europeu de la majoria de les illes del Carib, tres principals pobles indígenes vivien a les illes: els taïnos en les Grans Antilles, les Bahames i les Illes de Sotavent; els caribs illencs i els galibis en les Illes de Barlovento; i els siboneys a l'oest de Cuba. Els taïnos estan subdividits en taïnos clàssics, que van ocupar la Hispaniola i Puerto Rico, taïnos occidentals, que van ocupar Cuba, Jamaica i l'arxipèlag bahameny, i els taïnos orientals, que van ocupar les Illes de Barlovento. Trinitat va estar habitada per grups tant de parla Carib com arawak.

## L'era colonial

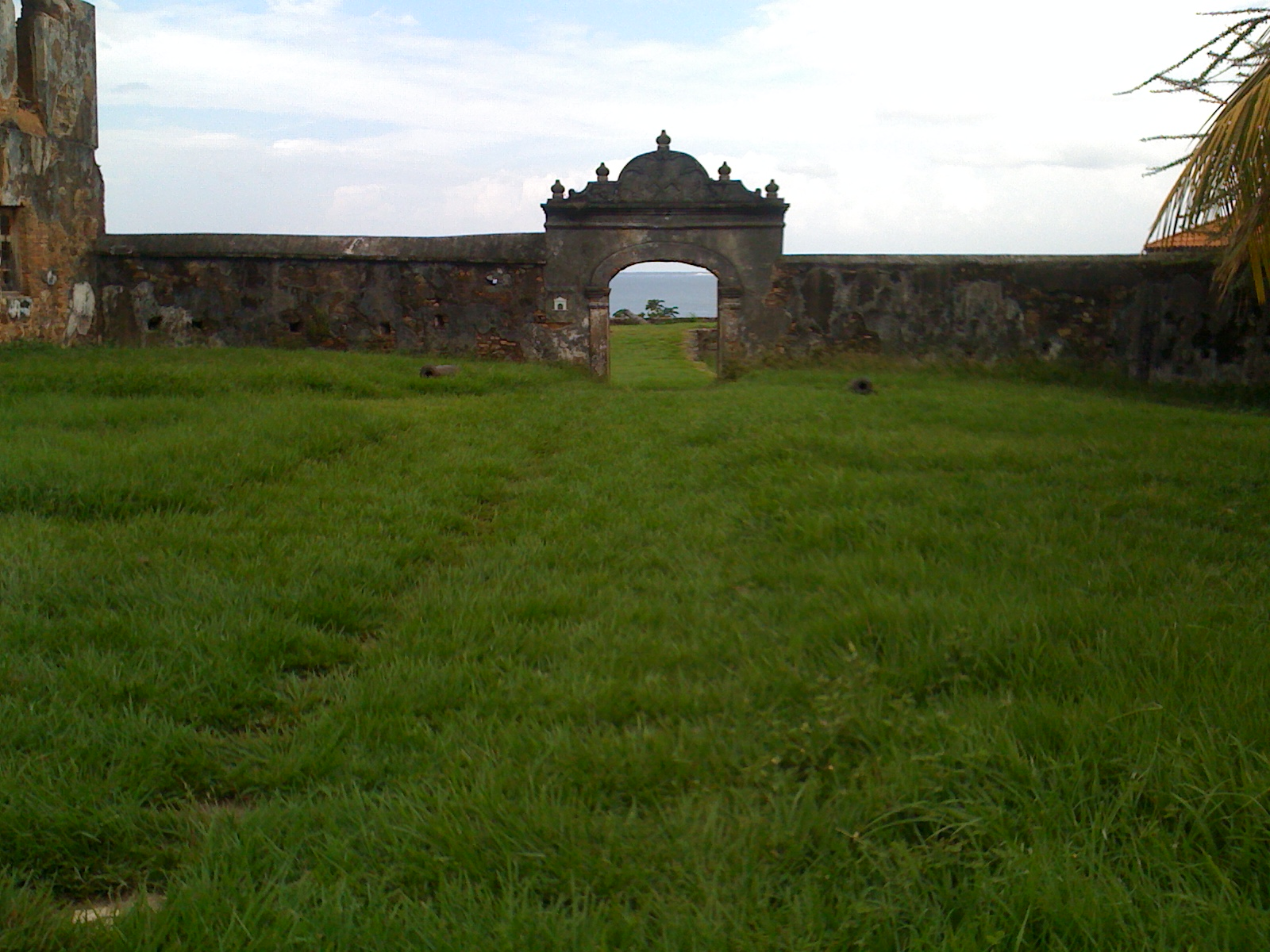
Fortalesa de Santa Bàrbara a Trujillo, Hondures. Una de les fortaleses espanyoles més antigues del Carib.

Cristòfor Colom va ser el primer explorador europeu a viatjar a Amèrica, però aviat, vaixells tant portuguesos com espanyols van començar a reclamar territoris a l'Amèrica central i Amèrica del Sud. Aquestes colònies van portar or, i altres potències europees, més concretament Anglaterra, els Països Baixos, i França, van esperar establir les seves pròpies colònies rendibles. Les rivalitats colonials van fer del Carib un lloc per a les guerres europees durant segles.

### Conquesta espanyola
Durant el primer viatge de l'explorador Cristòfor Colom, enviat per la corona espanyola, va fer en 1492-1493 contacte amb els Lucayans a les Bahames i els Taïnos a Cuba i la costa nord de la Hispaniola. A partir d'aquest moment els espanyols van iniciar l'explotació econòmica i la conquesta militar de les Antilles i de les costes continentals del mar Carib.

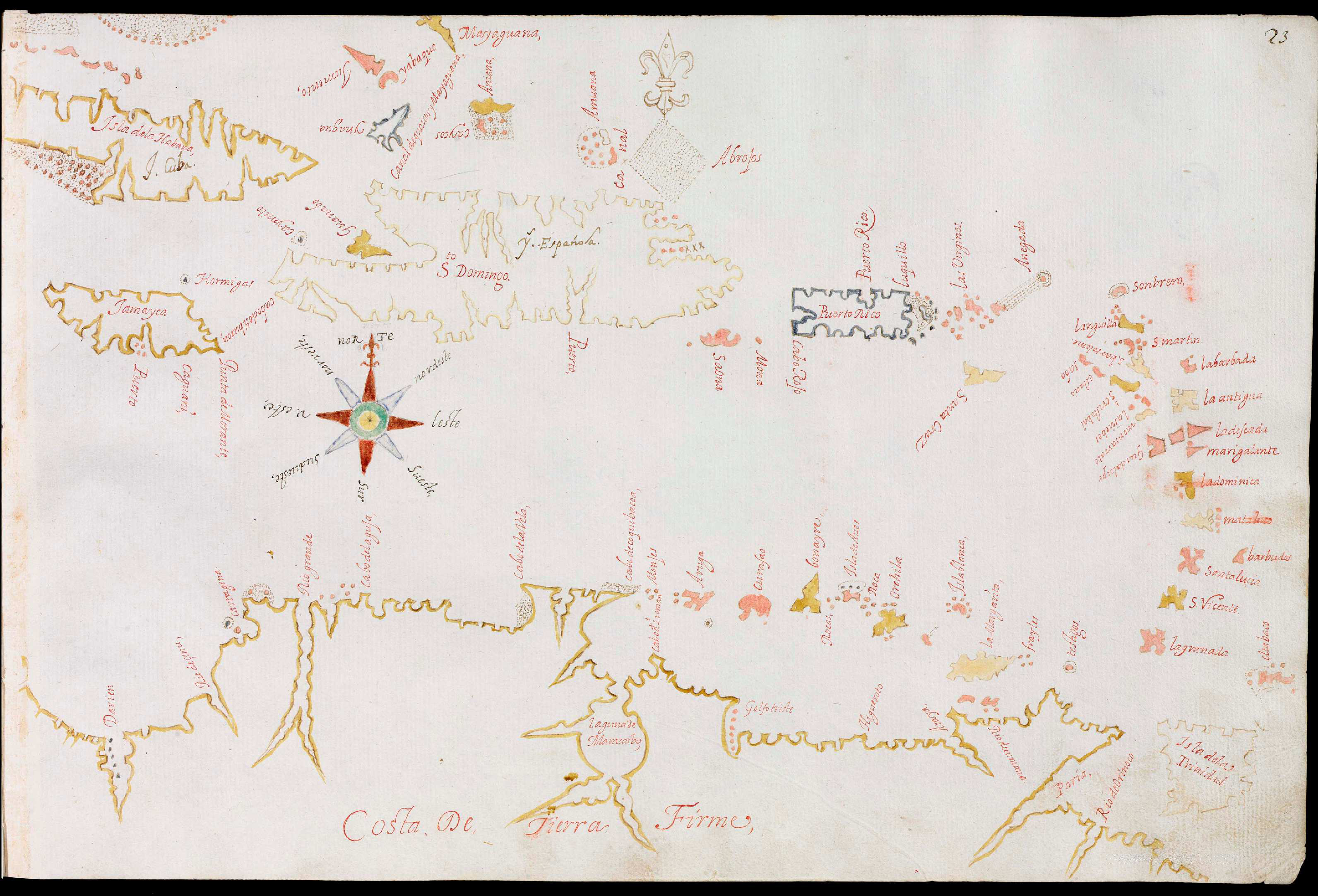
Mapa espanyol del Carib de 1632.

Fins al 1898 Puerto Rico i Cuba (i illes limítrofes) van pertànyer a Espanya

### Altres poders europeus
Els altres poders europeus van establir una presència en el Carib després que l'Imperi Espanyol va declinar, en part a causa de la reduïda població nativa de la zona europea.
- Francis Drake va ser un corsari anglès que va atacar molts vaixells i fortaleses espanyoles en el Carib, incloent la badia San Juan en 1595. El seu més cèlebre empresa en el Carib va ser la captura del Comboi de la Plata en el poblat de Nombre de Dios al març de 1573.

- La colonització britànica de les Bermudes va començar en 1612. La colonització de les Índies Occidentals Britàniques va començar en 1623 amb Saint Kitts i Barbados en 1627. El primer va ser utilitzat com a base per a la colonització britànica de la veïna Nevis, Antigua, Montserrat, Anguila i Tórtola, la qual s'utilitzava com a base per a la colonització de les Illes de Barlovento i la resta de la zona del Carib.

- També es va iniciar la colonització francesa a San Cristóbal, els britànics i els francesos van dividir l'illa entre ells en 1625. Es va utilitzar com a base per colonitzar la major Guadalupe (1635) i Martinica (1635), però es va perdre per complet per a Gran Bretanya en 1713.

- L'almirall anglès William Penn va prendre possessió de Jamaica en 1655, i va romandre sota domini britànic durant més de 300 anys.

- El Carib és conegut també pels pirates, sobretot entre 1640 i 1680. El terme "bucaner" s'usa sovint per descriure als pirates que operen en aquesta regió.

- En 1697 els espanyols van cedir el terç occidental de la Hispaniola (Haití) a França. França també va celebrar el control de Tortuga.

- Els Països Baixos es van fer càrrec de Saba, Sant Martí, Sant Eustaqui, Curaçao, Bonaire, Aruba, Tobago, Santa Creu, Tórtola, Anegada, Verge Grossa, Anguilla i per un curt període de Puerto Rico, les anomenades Índies Occidentals Neerlandeses, al segle xvii. En l'actualitat posseeixen les Antilles Neerlandeses

- Els danesos van dominar en primer lloc, sobre totes les Illes Verges dels Estats Units des de 1672, la venda de la sobirania sobre aquestes Índies Occidentals Daneses en 1917 als Estats Units és encara vigent
- Els suecs van controlar les illes de Saint-Barthélemy i Guadalupe les quals van ser cedides a França en 1878 i 1814
- Els curlandesos (vassalls de la República de les Dues Nacions) van fundar en la illa Tobago: Nova Curlàndia entre 1654 i 1689 el qual va ser venut (encara que es va seguir triant governadors fins a 1795)
- Els prussians (SIRG) van obtenir l'Illa de Peter, així també van llogar part de Saint Thomas de Dinamarca-Noruega; a més van acordar dividir Tobago amb Curlàndia.
- els alemanys van tenir el projecte del Carib alemany (el qual mai es va aplicar), un altre intent va ser l'Illa Ernst Thälmann, però no va haver-hi un traspàs formal de la sobirania de Cuba a la República Democràtica Alemanya.
- els toscans (italians) van tenir la temptativa de fundar una colònia en l'actual Guaiana Francesa, juntament amb les illes del Carib limítrofes; a causa de la mort de Ferran I de Mèdici motiu per a que no es va realitzar.

### Impacte del colonialisme en el Carib
L'explotació del paisatge del Carib es remunta als conqueridors espanyols al voltant del 1600 que buscaven mines d'or a les illes per portar-ho a Espanya. El més significatiu desenvolupament va ser quan Cristòfor Colom va escriure a Espanya dient que les illes eren òptimes per a l'explotació de sucre. La història de la dependència agrícola del Carib està estretament vinculada amb el colonialisme europeu, que va modificar el potencial financer de la regió mitjançant la introducció d'un sistema de plantacions. A mitjan segle xviii el sucre era la importació britànica més gran que va fer al Carib molt més important com a colònia. Al "Nou Món" es van establir plantacions a fi de complir amb les creixents necessitats del "Vell Món". Les plantacions de sucre s'han construït amb la intenció d'exportar el sucre de tornada a Gran Bretanya, per la qual cosa els britànics no van necessitar estimular la demanda local del sucre amb els salaris. Un sistema d'esclavitud va ser adaptat, ja que va permetre als colonitzadors tenir una abundant força de treball amb poca preocupació sobre la disminució de la demanda de sucre. En el segle XIX els salaris van ser finalment introduïts amb l'abolició de l'esclavitud. El nou sistema no obstant això, va ser similar a l'anterior en què es basava en capital blanc i mà d'obra de color. Un gran nombre de treballadors no qualificats van ser contractats per fer tasques repetides, i era molt difícil per a aquests treballadors a abandonar i seguir qualsevol altra ocupació no agrària. A diferència d'altres països, on hi havia una opció urbana per trobar treball, els països del Carib han invertit diners en l'agricultura i manquen de qualsevol base industrial bàsica. Les ciutats que existeixen ofereixen poques oportunitats als ciutadans i gairebé gens als treballadors no qualificats que havien treballat en l'agricultura tota la seva vida. Els productes elaborats no van beneficiar als països, ja que es van vendre a l'ocupant colonial comprador que controlava el preu dels productes que es van vendre. Això va donar lloc a molt baixos salaris, sense possibilitats de creixement ja que les nacions ocupants no tenien intenció de vendre els productes a un preu més elevat a si mateixes. El resultat d'aquesta explotació econòmica era una dependència de plantació que va veure les nacions caribes posseir una quantitat gran d'obrers no qualificats capaços de fer tasques agrícoles i no gaire més. Després de molts anys de la regla colonial les nacions també no van veure cap guany portat al seu país ja que la producció de sucre va ser controlada pels governadors colonials. Això va deixar a les nacions del Carib amb poc capital per invertir cap a realçar qualsevol futura indústria a diferència de nacions europees que es desenvolupaven ràpidament i se separaven tecnològicament i econòmicament de la majoria de les nacions empobrides del món.

### Guerres
La regió del Carib va ser esquinçada per la guerra al llarg de la major part de la història colonial, però les guerres estaven sovint basades a Europa, amb només batalles menors lluitades en el Carib. Algunes guerres, no obstant això, van néixer de la confusió política en el mateix Carib.
- La Guerra dels Trenta Anys entre els Països Baixos i Espanya.
- La Primera, Segona, i Tercera Guerra Anglo-Holandesa van ser batalles per la supremacia.
- La Guerra dels Nou Anys entre les potències europees.
- La Guerra de successió espanyola (Nom europeu) o La Guerra de la Reina Ana (Nom britànic) va engendrar una generació d'alguns dels pirates més infames.
- La Guerra de l'Orella de Jenkins (o La Guerra de Successió Austríaca), Espanya i Gran Bretanya van lluitar sobre drets comercials; Gran Bretanya va envair la Florida espanyola, sent finalment derrotada, malgrat la seva aclaparadora superioritat numèrica, per l'heroi espanyol Blas de Lezo en atacar l'armada britànica Cartagena d'Índies, en l'actual Colòmbia.
- La Guerra dels Set Anys (nom europeu) o Guerra franco-índia (nom americà) va ser la primera "guerra mundial" entre França, el seu aliat Espanya, i Gran Bretanya. França va ser derrotada i va voler deixar tot el Canadà per guardar unes illes molt profitoses de canya de sucre en el Carib. Gran Bretanya va prendre l'Havana cap al final, i va canviar aquella ciutat sola per tota Florida en el Tractat de París en 1763.
- La Revolució nord-americana va veure flotes britàniques i franceses lluitar en el Carib una altra vegada. La independència americana va ser assegurada per les victòries navals franceses en el Carib.
- La Revolució francesa va tenir en compte la creació de la República de Haití.
- Les Guerres d'independència hispanoamericanes van ser una sèrie de conflictes armats que es van desenvolupar en les possessions espanyoles a Amèrica continental i el Carib a principis del segle xix, en els quals es van enfrontar grups independentistes contra autoritats virregnals i els fidels a la Corona espanyola. Després de perdre El Callao al gener de 1826, els úniques territoris dominats pels espanyols a Amèrica eren Cuba, Santo Domingo i Puerto Rico.
- La Guerra hispano-estatunidenca va acabar amb el control espanyol de Cuba i Puerto Rico i va anunciar el període de domini americà de les Antilles.

## Independència

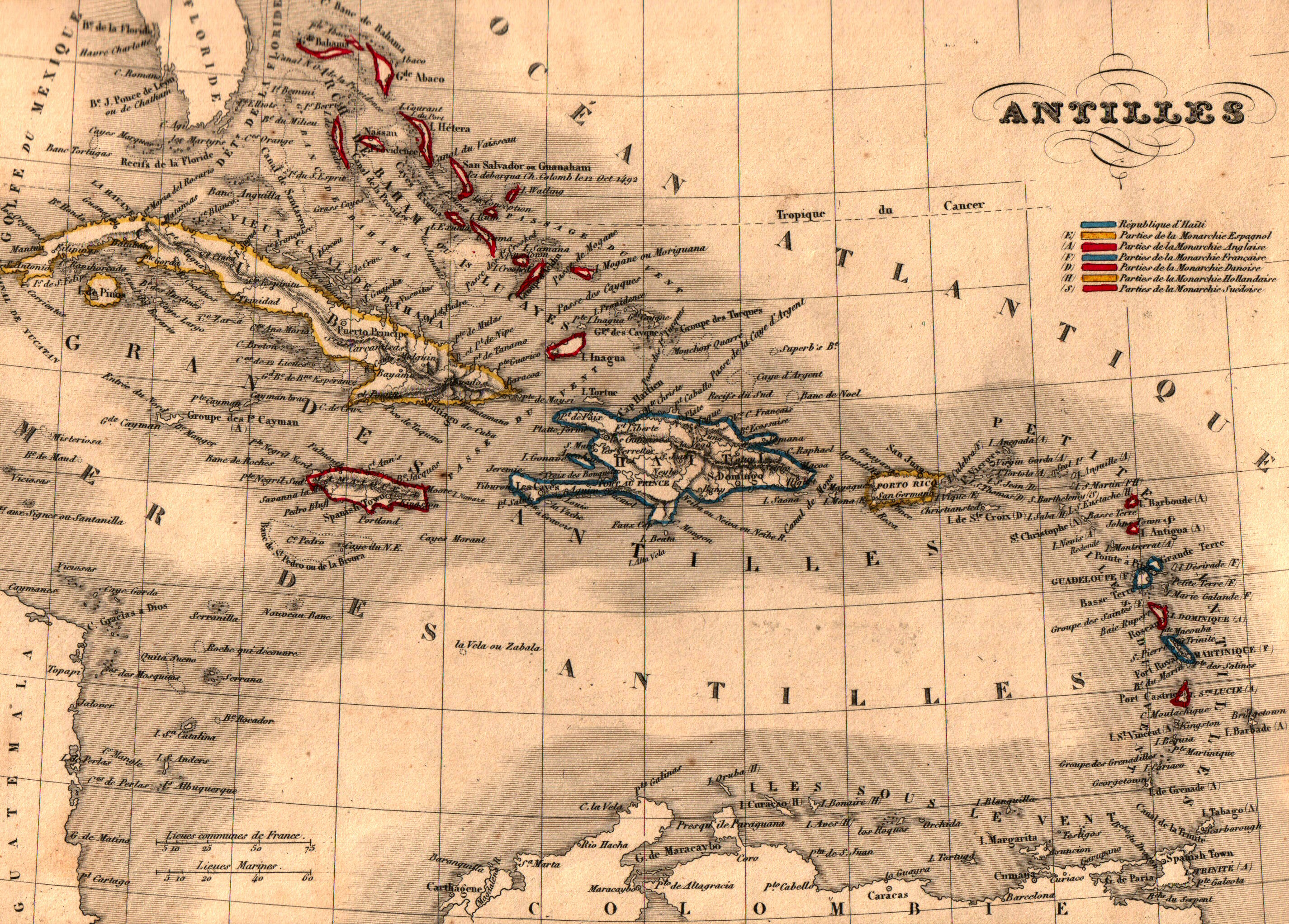
Mapa de les Antilles / El Carib en 1843.

Haití, l'antiga colònia francesa de Saint-Domingue en L'Espanyola, va ser la primera nació del Carib a independitzar-se de les potències europees quan en 1791, una rebel·lió d'esclaus que va arribar a ser la Revolució haitiana sota el mandat de Toussaint Louverture Haití es va establir com una república negra lliure cap a 1804. Haití va arribar a ser la república negra més antiga, i la segona república més antiga de l'Hemisferi occidental,després dels Estats Units. Les dues terceres parts restants de la Hispaniola van ser conquistades per forces haitianes en 1822. En 1844, la recentment formada República Dominicana va declarar la seva independència d'Haití.
Algunes nacions del Carib es van independitzar de les potències europees al segle XIX. Alguns estats més petits són encara dependències de poders europeus el dia d'avui. Cuba va seguir sent una colònia espanyola fins a la guerra hispano-estatunidenca.
Entre 1958 i 1962 la major part del Carib controlada pels britànics es va convertir en la Federació de les Índies Occidentals abans que se separés en moltes nacions.

## Relacions amb els Estats Units
Des de la doctrina Monroe, els Estats Units van guanyar una influència principal en la majoria de les nacions del Carib. En la part primerenca del segle xx, aquesta influència va ser ampliada per la participació en les Guerres bananeres. Les àrees fora del control britànic o francès es van fer conegudes a Europa com "l'Imperi tropical d'Amèrica".
La victòria en la guerra hispano-estatunidenca i la signatura de la esmena Platt en 1901 va assegurar que els Estats Units tindrien el dret d'interferir en assumptes polítics i econòmics cubans, militarment si és necessari. Després de la Revolució cubana de 1959 les relacions es van deteriorar ràpidament portant a la badia de Cochinos, la crisi dels míssils de Cuba i els successius intents per desestabilitzar l'illa. Els EUA van envair i van ocupar la Hispaniola (actuals República Dominicana i Haití) durant 19 anys (1915-34), posteriorment dominant l'economia haitiana a través de l'ajuda i reemborsaments de préstecs. Els EUA van envair Haití una altra vegada en 1994 i en 2004 van ser acusats per la CARICOM d'arreglar un cop d'estat per remoure al recentment electe líder haitià Jean-Bertrand Aristide.
En 1965, es van enviar 42.000 tropes nord-americanes a la República Dominicana per sufocar un aixecament local contra el govern militar. El president Lyndon Johnson havia ordenat la invasió contingués el que ell va reclamar era "una amenaça comunista", no obstant això la missió va semblar ambigua i va anar rotundament condemnada a tot arreu de l'hemisferi com una volta a la Diplomàcia de canoner. En 1983 els EUA van envair Grenada per llevar al líder esquerrà populista Maurice Bishop. Els EUA mantenen una base militar naval a Cuba en la badia de Guantánamo. La base és un de cinc comandos unificats la "àrea dels quals de responsabilitat" és Amèrica Llatina i el Carib. El comando té seu a Miami, en un edifici d'oficines de Florida.
Com un braç de la xarxa econòmica i política d'Amèrica, la influència dels Estats Units s'estira més enllà d'un context militar. En termes econòmics, els Estats Units representa un mercat primari per l'exportació de béns del Carib. En particular, es tracta d'una tendència històrica recent. La postguerra reflecteix un moment de transició per la conca del Carib quan, com les potències colonials van tractar de separar la regió (com a part d'una tendència més àmplia de descolonització), els EUA van començar a expandir la seva hegemonia en tota la regió. Aquest patró és confirmat per les iniciatives econòmiques, com la Iniciativa de la Conca del Carib (CBI), que va tractar de congelar aliances amb la regió a la llum d'una suposada amenaça soviètica. La CBI és el sorgiment de la conca del Carib com una àrea geopolítica d'interès estratègic pels EUA. Aquesta relació s'ha portat fins al segle xxi, com es reflecteix en la Llei d'Associació Comercial de la Conca del Carib. La Conca del Carib també és d'interès estratègic pel que fa a les rutes comercials, s'ha estimat que gairebé la meitat de la càrrega exterior dels EUA i les importacions de petroli cru s'importen a través de les vies de navegació del Carib. En temps de guerra, aquestes xifres només poden augmentar. És important assenyalar que els EUA també és d'interès estratègic pel Carib. La política exterior del Carib busca enfortir la seva participació en una economia de lliure mercat. Com a ampliació d'això, els estats del Carib no desitgen ser exclosos del seu principal mercat en els EUA, o ser omesos en la creació de "blocs hemisfèrics comercials més amplis", que poden alterar dràsticament el comerç i la producció en la Conca del Carib. Com a tal, els EUA exerceixen un paper influent en la formació del rol del Carib en aquest mercat hemisfèric. Igualment, la construcció de relacions amb el país del nord sempre figurava fortament amb l'objectiu polític de la seguretat econòmica en estats del Carib postindependència.

## Per a més informació
- de Kadt, Emanuel, (editor). Patterns of foreign influence in the Caribbean, London, New York, published for the Royal Institute of International Affairs by Oxford University Press, 1972.
- Kurlansky, Mark. 1992. A Continent of Islands: Searching for the Caribbean Destiny. Addison-Wesley Publishing.
- Klooster, Wim, Illicit riches. Dutch trade in the Caribbean, 1648-1795, 1998 KITLV